# Micral

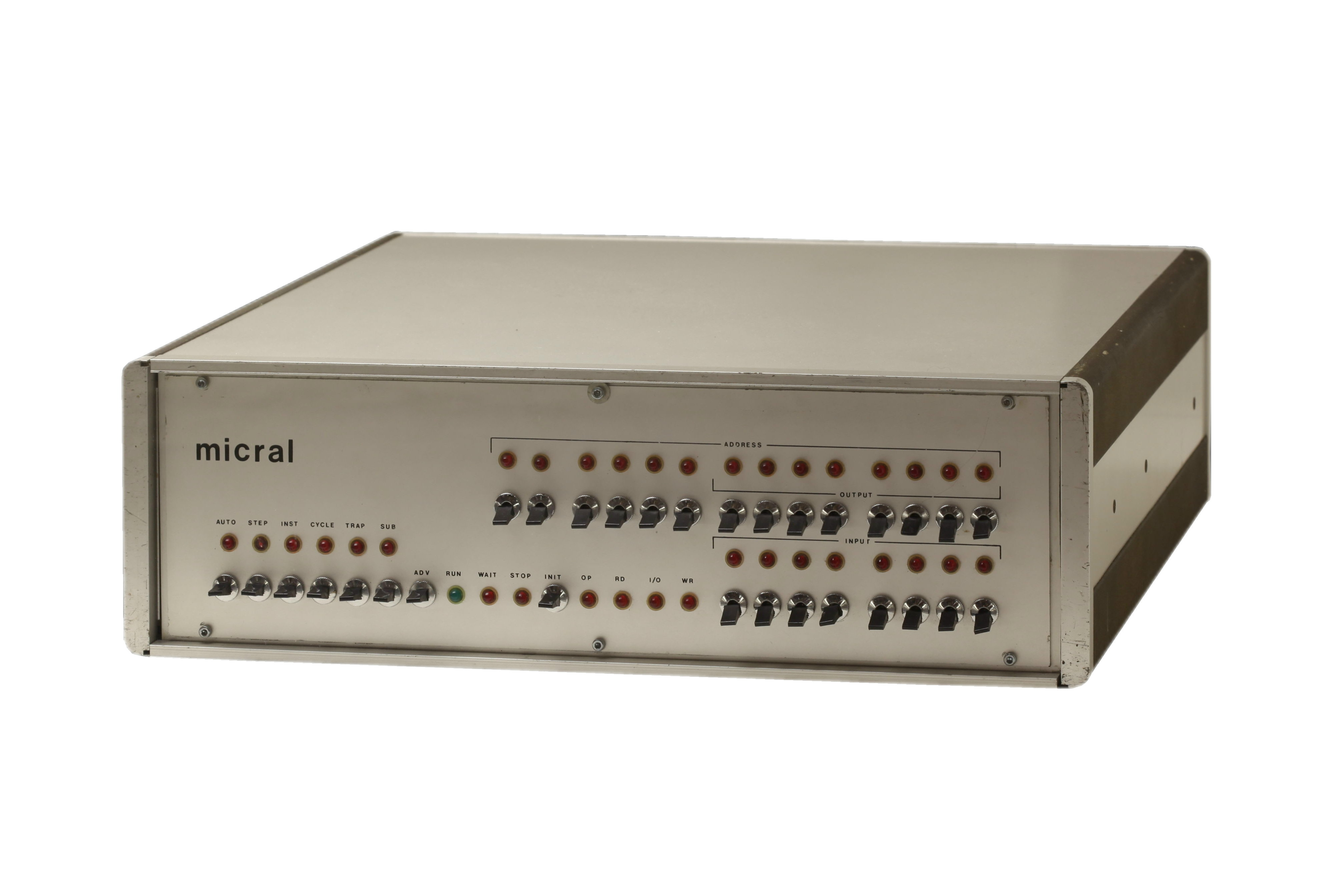
Micral N

Micral ist eine Serie von Minicomputern, die vom französischen Hersteller Réalisation d'Études Electroniques (R2E) hergestellt wurden. Die Produktion begann mit dem Micral N im Frühjahr 1973.
Der Micral N war ein Vorläufer des Personal Computers; der erste seiner Art mit einem Mikroprozessor, in diesem Fall ein Intel 8008.

## Geschichte
Die R2E-Gründer André Truong Trong Thi und François Gernelle begannen im Jahr 1972 am Institut National de la Recherche Agronomique (INRA) einen Minicomputer zu entwickeln, der in der Lage sein sollte, hygrometrische Messungen automatisiert durchführen zu können. Die damals allgemein verwendeten PDP-8 Minicomputer waren für das Institut zu teuer. Der erste Micral kostete schließlich 8500 Francs.
Die Entwicklung der benötigten Software wurde von Benchitrite durchgeführt; Alain Lacombe und Jean-Claude Beckmann arbeiten an der elektronischen und mechanischen Umsetzung.
In weiterer Folge wurde das Konzept des Micral N, der viel kleiner als die bereits bestehenden, schrankgroßen Minicomputer war, entworfen. Spätere Varianten waren auch speziell für den Einsatz im Unterricht konzipiert. Insgesamt wurden ca. 90.000 Einheiten gebaut. Der spätere Gründer von Borland, Philippe Kahn hatte seine IT-Grundausbildung an einem Micral, der auch für die Entwicklung der ersten Turbo Pascal Version genutzt wurde.
Die Firma R2E wurde später durch Bull (Computerhersteller) übernommen.

## Technik und Umsetzung
Die Software, ein auf ROM-Speicher basierender MIC-01-Monitor und ASMIC 01, wurde auf einem Intertechnik Multi-8-Minicomputer mit einem Cross-Assembler geschrieben. Das Herzstück des Mikrocomputers war ein Intel 8008 Mikroprozessor mit einer Taktrate von 500 kHz (0,5 MHz).
Der Backplane-Bus, der sogenannte Pluribus, verfügte über einen 74-Pin-Anschluss. Mit zwei Pluribus konnte der Micral N bis zu 24 Boards unterstützen. Der Computer verwendete bereits MOS-Speicher statt Kernspeicher und unterstützte die parallele und serielle Ein- und Ausgabe. Die Programme wurden über Lochstreifen eingelesen. Die Frontplatten-Konsole war optional und bot Kunden die Möglichkeit, ihre eigene Konsole zu gestalten, um sie bestimmten Anwendungen anzupassen.
Anfang des Jahres 1973 konnte der Micral N ausgeliefert werden, ein vollwertiger, kostengünstiger Ersatz für Minicomputer, der die Ära des PC einleitete.

## Weiterentwicklung
Tatsächlich sollte ursprünglich ein PDP-8-Computer für die Prozesssteuerung verwendet werden. Man kam aber von dieser Planung ab, da das technische Konzept des Micral N die für diese Art von Applikationen nötige Leistung für nur ein Fünftel der Kosten erbrachte.
Durch den sogenannten „Stapel-Kanal“ – ein Puffer, der 1 Megabyte pro Sekunde aufnehmen konnte – war es möglich, in der Micral-Serie einen 8-Zoll-Floppy-Disk-Leser zu verbauen. 1974 wurden die Micral-Computer mit Tastatur und Bildschirmen ausgestattet, Festplatten dazu waren ab 1975 erhältlich.
Im Jahr 1979 wurde der weiterentwickelte Micral 8031 D mit einer 5¼-Zoll-Festplatte von 5 Megabytes von Seagate ausgerüstet.
Der letzte Micral, der von François Gernelle konzipiert wurde, war die im Jahr 1983 erschienene 9020er Serie.